# Cuetu la Junciana
El cuetu la Junciana, cuetu de los Llambriales Amarillos o cuetu del Diablu está situado en el macizo oriental de los Picos de Europa o Ándara. Tiene una altitud de 2267 metros. Su nombre hace referencia a la planta de la genciana, frecuente en estos parajes.